# Faisceau corticospinal latéral
Le faisceau corticospinal latéral ou tractus corticospinal latéral ou système latéral est formé par les  axones des cellules motrices correspondant aux nerfs rachidiens. Il est très important pour la motricité fines des bras et des doigts.

## Anatomie
Le système latéral appartient à l'une des deux voies pyramidales descendantes qui prennent en charge les mouvements volontaires.
Tandis que la voie corticobulbaire rejoint les motoneurones des noyaux du tronc cérébral stimulant les muscles du visage, de la mâchoire, de la langue et du pharynx par l’entremise des nerfs crâniens, la voie corticospinale emprunte deux trajets différents pour stimuler les motoneurones situés dans la moelle épinière responsables du mouvement des membres.
D'une part, le système latéral, contient les axones des neurones corticaux qui sont responsables des muscles des extrémités des membres, d'autre part, le système ventromédian assure le contrôle les muscles axiaux de notre corps.
Les fibres du faisceau corticospinal latéral sont croisées. Elles forment sur la surface ventrale du tronc cérébral deux renflements qu’on appelle les pyramides. À la jonction entre la medulla et la moelle, les axones décussent, ils croisent le plan médian et descendent dans la moelle épinière du côté opposé avant de rejoindre les motoneurones assurant le mouvement des extrémités des membres.
Le cortex moteur primaire, le cortex prémoteur, l’aire motrice supplémentaire et l’aire motrice cingulaire participent à la constitution du tractus corticospinal latéral.

## Pathologie
Le faisceau corticospinal latéral est croisé et met en relation un hémisphère du cerveau avec les motoneurones (lames 9 incluses dans la lame 7 de Rexed) et interneurones controlatéraux (lame 7 de Rexed).
La conséquence de ce « câblage » croisé est qu'une atteinte d'un hémisphère du cerveau va entraîner une hémiplégie (paralysie d'une moitié du corps) du côté opposé.